# تیراندازی در مدرسه راهنمایی وست ساید
تیراندازی مدرسه راهنمایی Westside یک تیراندازی جمعی بود که در ۲۴ مارس ۱۹۹۸ در مدرسه راهنمایی Westside در شهرستان کریگهد، آرکانزاس در نزدیکی شهر Jonesboro رخ داد. میچل جانسون 13 ساله و اندرو گلدن 11 ساله به مدرسه تیراندازی کردند و پنج نفر را با سلاح های متعدد تیراندازی کردند و کشتند و هر دو زمانی که قصد فرار از صحنه را داشتند دستگیر شدند. ده نفر دیگر زخمی شدند.
1. ↑  News, A. B. C. "March for Our Lives falls on 20th anniversary of deadly Jonesboro school shooting". ABC News (به انگلیسی). Retrieved 2024-08-04. {{cite web}}: |نام خانوادگی= has generic name (help)